# Kick Stokhuyzen

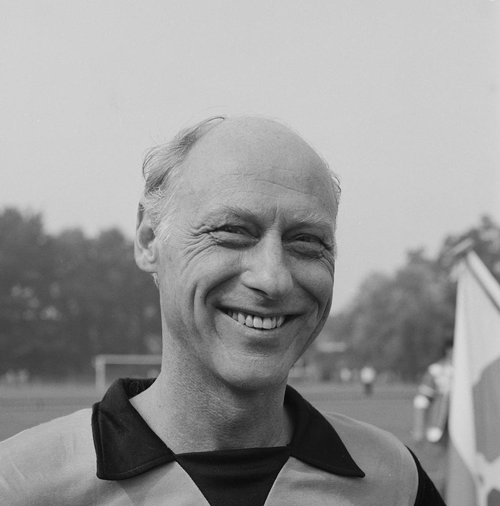
Kick Stokhuyzen (1981)

Willem Anton Frederik „Kick“ Stokhuyzen (* 7. Oktober 1930 in Surabaya; † 12. Januar 2009 in Voorburg) war ein niederländischer Fernsehmoderator und Synchronsprecher.

## Werdegang
Stokhuyzen wuchs in Niederländisch-Indien auf. Während des Zweiten Weltkriegs saß er in einem japanischen Lager und kam Ende 1945 mit seinen Eltern in die Niederlande. Nach dem Abschluss der Schule studierte er Wirtschaftswissenschaften in Amsterdam. Im Studententheater traf er seine spätere Frau Annet Nieuwenhuyzen. Er nahm eine Stelle bei dem Computerhersteller IBM an.
Ein Zufall bescherte ihm die Möglichkeit, beim niederländischen Sender NCRV das Studentenquiz Tweekamp zu moderieren. Es folgten weitere Quizsendungen wie Herkent u deze melodie? und Herkent u deze tijd?. In den 1970er Jahren präsentierte er im Programm von NCRV das Naturquiz Ja, natuurlijk, das monatlich bis zu 3,5 Millionen Zuschauer einschalteten. Danach lieh er lange Zeit dem Bären Winnie Puuh in den Zeichentrickfilmen von Walt Disney seine Stimme.
Sein Arbeitgeber IBM nutzte seine Popularität 1983 in einem Werbespot. Bis zu seiner Pensionierung arbeitete er für den Konzern als Manager Sales Promotion. Bis 2002 war er für die VVD Mitglied des Gemeinderates seines Wohnortes Voorburg. Für den Seniorensender MAX moderierte er 2006 die Show TV Comeback.
Sein Grab befindet sich auf dem niederländischen Friedhof Oud Eik en Duinen in Den Haag.